# Diasshow
Et diasshow er oprindelig en lysbilledeforestilling, en fremvisning af lysbilleder, dias; I dag kan man lave billedefremvisning på computer, hvilket også kaldes et diasshow.
| Fotografi | Spire Denne artikel om fotografi er en spire som bør udbygges. Du er velkommen til at hjælpe Wikipedia ved at udvide den. |